# Rivière Glen
Pour l’article homonyme, voir Glen.
La rivière Glen est un affluent de la rive ouest de la rivière Chaudière laquelle coule vers le nord pour se déverser sur la rive sud du fleuve Saint-Laurent.
La rivière Glen coule dans les municipalités de Nantes et de Sainte-Cécile-de-Whitton, dans la municipalité régionale de comté (MRC) Le Granit, dans la région administrative de l'Estrie, au Québec, au Canada.

## Géographie
Les principaux bassins versants voisins de la rivière Glen sont :
- côté nord : ruisseau O'Hara, rivière Madisson, rivière Drolet, rivière Ludgine ;
- côté est : rivière Chaudière ;
- côté sud : Lac Mégantic, rivière Chaudière ;
- côté ouest : ruisseau Gunn, rivière Blanche, Rivière Noire.

La rivière Glen prend sa source en zone montagneuse dans la partie nord-ouest de la municipalité de Nantes. Cette source est située à 2,3 km à l'ouest du centre du village de Sainte-Cécile-de-Whitton, à 4,4 km au nord-est du centre du village de Nantes et à 11,1 km au nord-ouest du centre de la ville de Lac Mégantic.
À partir de sa source, la rivière Glen coule sur 14,4 km répartis selon les segments suivants :

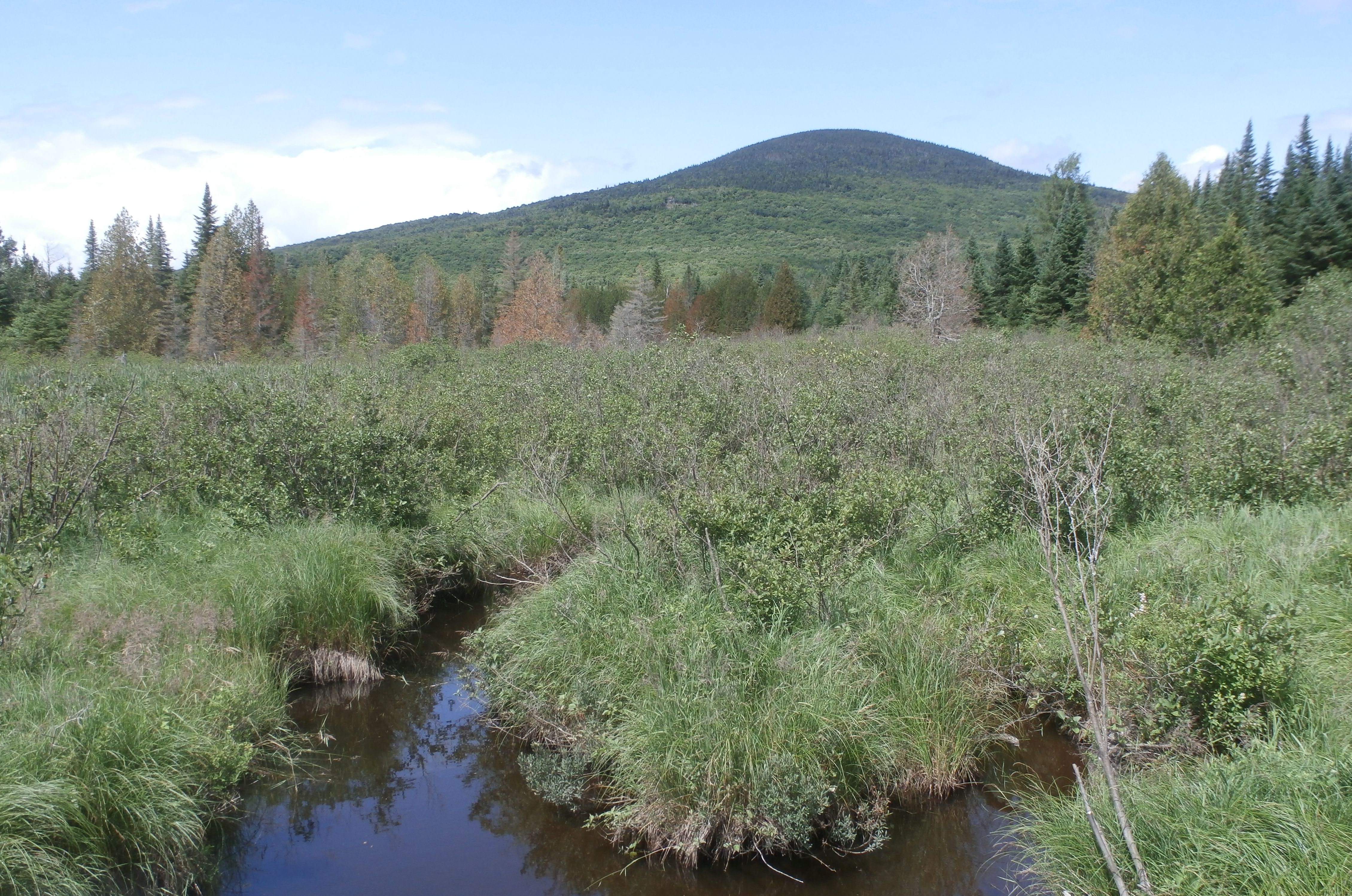
Marais au sud du mont Sainte-Cécile; la rivière Glen y prend ses sources.

- 1,0 km vers l'est, jusqu'à la route de Sainte-Cécile ;
- 4,1 km vers le sud-est, en coupant le chemin de la Grande-Ligne, jusqu'à la route 263 (soit la route du 9e rang) ;
- 3,2 km vers l'est, jusqu'à la rive est du Lac de l'Orignal que le courant traverse sur 0,5 km vers le nord ;
- 3,7 km vers le sud-est, jusqu'à la route du 10e rang, délimitant Nantes et Sainte-Cécile-de-Whitton ;
- 1,9 km vers le sud-est, jusqu'à sa confluence.

La rivière Glen se déverse sur la rive ouest de la rivière Chaudière dans la municipalité de Sainte-Cécile-de-Whitton. Sa confluence se situe en aval du pont du village de Lac-Mégantic, en amont des "rapides du Diable" et en amont de la limite intermunicipale entre Sainte-Cécile-de-Whitton et de Lac-Drolet.

## Toponymie
Le toponyme rivière Glen a été officialisé le 19 octobre 1971 à la Commission de toponymie du Québec.